# KEEP oN.
〈kEEP oN.〉은 V6의 40번째 싱글이다.

## 개요
〈바리바리BUDDY!〉 이래, 반년 만의 싱글이다.

## 수록곡

### 통상반
1. kEEP oN.
  - 드라마 《경시청 수사 1과 9계 season7》 주제가.
2. 愛をこめて / 사랑을 담아
3. Perfect Lady
4. 一生で最後の恋 / 내 생에 마지막 사랑
5. kEEP oN.（instrumental）
6. 愛をこめて（instrumental）
7. Perfect Lady（instrumental）
8. 一生で最後の恋（instrumental）

### 초회 생산 한정＜kEEP oN.반＞
CD
1. kEEP oN.
2. 愛をこめて / 사랑을 담아

DVD
1. kEEP oN. 뮤직 비디오
2. 뮤직 비디오 촬영 진검! 다큐멘터리
3. kEEP oN DANCING! 안무 비디오

### 초회 생산 한정＜키폰반＞
CD
1. kEEP oN.
2. 愛をこめて / 사랑을 담아

DVD
1. 신 프로그램!? 〈키폰 V6〉